# 4. etape af Giro d'Italia 2019
4. etape af Giro d'Italia 2019 gik fra Orbetello til Frascati 14. maj 2019. 
Richard Carapaz vandt etapen, mens Tom Dumoulin tabte fire minutter på grund af et styrt.

## Resultater

### Etaperesultat
| \| Etaperesultat \| Etaperesultat \| Etaperesultat \| Etaperesultat \| Etaperesultat \| \| Rytter \| Rytter \| Hold \| Tid \| \| \| ------------- \| ------------------ \| --------------------- \| ------------- \| ------------- \| \| 1. \| Richard Carapaz \| Movistar Team \| 5t 58' 17" \| \| \| 2. \| Caleb Ewan \| Lotto-Soudal \| + 0" \| \| \| 3. \| Diego Ulissi \| UAE Team Emirates \| + 0" \| \| \| 4. \| Pascal Ackermann \| Bora-Hansgrohe \| + 2" \| \| \| 5. \| Florian Sénéchal \| Deceuninck-Quick Step \| + 2" \| \| \| 6. \| Primož Roglič \| Team Jumbo-Visma \| + 2" \| \| \| 7. \| Valerio Conti \| UAE Team Emirates \| + 14" \| \| \| 8. \| Miguel Ángel López \| Astana \| + 18" \| \| \| 9. \| Arnaud Démare \| Groupama-FDJ \| + 18" \| \| \| 10. \| Simon Yates \| Mitchelton-Scott \| + 18" \| \| |                    |                       |            |
| |                    |                       |            |
| Kilde: ProCyclingStats |                    |                       |            |
| Etaperesultat |                    |                       |            |
| Rytter | Rytter             | Hold                  | Tid        |
| 1. | Richard Carapaz    | Movistar Team         | 5t 58' 17" |
| 2. | Caleb Ewan         | Lotto-Soudal          | + 0"       |
| 3. | Diego Ulissi       | UAE Team Emirates     | + 0"       |
| 4. | Pascal Ackermann   | Bora-Hansgrohe        | + 2"       |
| 5. | Florian Sénéchal   | Deceuninck-Quick Step | + 2"       |
| 6. | Primož Roglič      | Team Jumbo-Visma      | + 2"       |
| 7. | Valerio Conti      | UAE Team Emirates     | + 14"      |
| 8. | Miguel Ángel López | Astana                | + 18"      |
| 9. | Arnaud Démare      | Groupama-FDJ          | + 18"      |
| 10. | Simon Yates        | Mitchelton-Scott      | + 18"      |

## Klassementerne efter etapen

### Samlede stilling
| \| Samlede stilling \| Samlede stilling \| Samlede stilling \| Samlede stilling \| Samlede stilling \| \| Rytter \| Rytter \| Hold \| Tid \| \| \| ---------------- \| ------------------ \| --------------------- \| ---------------- \| ---------------- \| \| 1. \| Primož Roglič \| Team Jumbo-Visma \| 16t 19' 20" \| \| \| 2. \| Simon Yates \| Mitchelton-Scott \| + 35" \| \| \| 3. \| Vincenzo Nibali \| Bahrain-Merida \| + 39" \| \| \| 4. \| Miguel Ángel López \| Astana \| + 44" \| \| \| 5. \| Diego Ulissi \| UAE Team Emirates \| + 44" \| \| \| 6. \| Rafał Majka \| Bora-Hansgrohe \| + 49" \| \| \| 7. \| Bauke Mollema \| Trek-Segafredo \| + 55" \| \| \| 8. \| Damiano Caruso \| Bahrain-Merida \| + 56" \| \| \| 9. \| Bob Jungels \| Deceuninck-Quick Step \| + 1' 02" \| \| \| 10. \| Davide Formolo \| Bora-Hansgrohe \| + 1' 06" \| \| |                    |                       |             |
| |                    |                       |             |
| Kilde: ProCyclingStats |                    |                       |             |
| Samlede stilling |                    |                       |             |
| Rytter | Rytter             | Hold                  | Tid         |
| 1. | Primož Roglič      | Team Jumbo-Visma      | 16t 19' 20" |
| 2. | Simon Yates        | Mitchelton-Scott      | + 35"       |
| 3. | Vincenzo Nibali    | Bahrain-Merida        | + 39"       |
| 4. | Miguel Ángel López | Astana                | + 44"       |
| 5. | Diego Ulissi       | UAE Team Emirates     | + 44"       |
| 6. | Rafał Majka        | Bora-Hansgrohe        | + 49"       |
| 7. | Bauke Mollema      | Trek-Segafredo        | + 55"       |
| 8. | Damiano Caruso     | Bahrain-Merida        | + 56"       |
| 9. | Bob Jungels        | Deceuninck-Quick Step | + 1' 02"    |
| 10. | Davide Formolo     | Bora-Hansgrohe        | + 1' 06"    |

| Pointkonkurrence | Pointkonkurrence   | Pointkonkurrence      | Pointkonkurrence | Pointkonkurrence |
| Rytter           | Rytter             | Hold                  | Point            |                  |
| ---------------- | ------------------ | --------------------- | ---------------- | ---------------- |
| 1.               | Pascal Ackermann   | Bora-Hansgrohe        | 68 point         |                  |
| 2.               | Arnaud Démare      | Groupama-FDJ          | 61 point         |                  |
| 3.               | Fernando Gaviria   | UAE Team Emirates     | 58 point         |                  |
| 4.               | Richard Carapaz    | Movistar Team         | 50 point         |                  |
| 5.               | Caleb Ewan         | Lotto-Soudal          | 48 point         |                  |
| 6.               | Primož Roglič      | Team Jumbo-Visma      | 27 point         |                  |
| 7.               | Diego Ulissi       | UAE Team Emirates     | 25 point         |                  |
| 8.               | Simon Yates        | Mitchelton-Scott      | 23 point         |                  |
| 9.               | Miguel Ángel López | Astana                | 21 point         |                  |
| 10.              | Florian Sénéchal   | Deceuninck-Quick Step | 19 point         |                  |

| Pointkonkurrence | Pointkonkurrence   | Pointkonkurrence      | Pointkonkurrence | Pointkonkurrence |
| Rytter           | Rytter             | Hold                  | Point            |                  |
| ---------------- | ------------------ | --------------------- | ---------------- | ---------------- |
| 1.               | Pascal Ackermann   | Bora-Hansgrohe        | 68 point         |                  |
| 2.               | Arnaud Démare      | Groupama-FDJ          | 61 point         |                  |
| 3.               | Fernando Gaviria   | UAE Team Emirates     | 58 point         |                  |
| 4.               | Richard Carapaz    | Movistar Team         | 50 point         |                  |
| 5.               | Caleb Ewan         | Lotto-Soudal          | 48 point         |                  |
| 6.               | Primož Roglič      | Team Jumbo-Visma      | 27 point         |                  |
| 7.               | Diego Ulissi       | UAE Team Emirates     | 25 point         |                  |
| 8.               | Simon Yates        | Mitchelton-Scott      | 23 point         |                  |
| 9.               | Miguel Ángel López | Astana                | 21 point         |                  |
| 10.              | Florian Sénéchal   | Deceuninck-Quick Step | 19 point         |                  |

| Bjergkonkurrence | Bjergkonkurrence | Bjergkonkurrence            | Bjergkonkurrence | Bjergkonkurrence |
| Rytter           | Rytter           | Hold                        | Point            |                  |
| ---------------- | ---------------- | --------------------------- | ---------------- | ---------------- |
| 1.               | Giulio Ciccone   | Trek-Segafredo              | 24 point         |                  |
| 2.               | François Bidard  | AG2R La Mondiale            | 6 point          |                  |
| 3.               | Marco Frapporti  | Androni Giocattoli-Sidermec | 4 point          |                  |
| 4.               | Primož Roglič    | Team Jumbo-Visma            | 4 point          |                  |
| 5.               | Łukasz Owsian    | CCC Team                    | 3 point          |                  |
| 6.               | Simon Yates      | Mitchelton-Scott            | 2 point          |                  |
| 7.               | Mirco Maestri    | Bardiani CSF                | 2 point          |                  |
| 8.               | Rafał Majka      | Bora-Hansgrohe              | 1 point          |                  |
| 9.               | Paul Martens     | Team Jumbo-Visma            | 1 point          |                  |
| 10.              | Koen Bouwman     | Team Jumbo-Visma            | 1 point          |                  |

| Bjergkonkurrence | Bjergkonkurrence | Bjergkonkurrence            | Bjergkonkurrence | Bjergkonkurrence |
| Rytter           | Rytter           | Hold                        | Point            |                  |
| ---------------- | ---------------- | --------------------------- | ---------------- | ---------------- |
| 1.               | Giulio Ciccone   | Trek-Segafredo              | 24 point         |                  |
| 2.               | François Bidard  | AG2R La Mondiale            | 6 point          |                  |
| 3.               | Marco Frapporti  | Androni Giocattoli-Sidermec | 4 point          |                  |
| 4.               | Primož Roglič    | Team Jumbo-Visma            | 4 point          |                  |
| 5.               | Łukasz Owsian    | CCC Team                    | 3 point          |                  |
| 6.               | Simon Yates      | Mitchelton-Scott            | 2 point          |                  |
| 7.               | Mirco Maestri    | Bardiani CSF                | 2 point          |                  |
| 8.               | Rafał Majka      | Bora-Hansgrohe              | 1 point          |                  |
| 9.               | Paul Martens     | Team Jumbo-Visma            | 1 point          |                  |
| 10.              | Koen Bouwman     | Team Jumbo-Visma            | 1 point          |                  |

| Ungdomskonkurrence | Ungdomskonkurrence | Ungdomskonkurrence | Ungdomskonkurrence | Ungdomskonkurrence |
| Rytter             | Rytter             | Hold               | Tid                |                    |
| ------------------ | ------------------ | ------------------ | ------------------ | ------------------ |
| 1.                 | Miguel Ángel López | Astana             | 16t 20' 04"        |                    |
| 2.                 | Hugh Carthy        | EF Education First | + 32"              |                    |
| 3.                 | Pavel Sivakov      | Team Ineos         | + 40"              |                    |
| 4.                 | Pascal Ackermann   | Bora-Hansgrohe     | + 1' 03"           |                    |
| 5.                 | Tao Geoghegan Hart | Team Ineos         | + 1' 35"           |                    |
| 6.                 | Caleb Ewan         | Lotto-Soudal       | + 1' 42"           |                    |
| 7.                 | Giovanni Carboni   | Bardiani CSF       | + 2' 09"           |                    |
| 8.                 | Ben O'Connor       | Dimension Data     | + 2' 15"           |                    |
| 9.                 | Nans Peters        | AG2R La Mondiale   | + 2' 23"           |                    |
| 10.                | Valentin Madouas   | Groupama-FDJ       | + 2' 36"           |                    |

| Ungdomskonkurrence | Ungdomskonkurrence | Ungdomskonkurrence | Ungdomskonkurrence | Ungdomskonkurrence |
| Rytter             | Rytter             | Hold               | Tid                |                    |
| ------------------ | ------------------ | ------------------ | ------------------ | ------------------ |
| 1.                 | Miguel Ángel López | Astana             | 16t 20' 04"        |                    |
| 2.                 | Hugh Carthy        | EF Education First | + 32"              |                    |
| 3.                 | Pavel Sivakov      | Team Ineos         | + 40"              |                    |
| 4.                 | Pascal Ackermann   | Bora-Hansgrohe     | + 1' 03"           |                    |
| 5.                 | Tao Geoghegan Hart | Team Ineos         | + 1' 35"           |                    |
| 6.                 | Caleb Ewan         | Lotto-Soudal       | + 1' 42"           |                    |
| 7.                 | Giovanni Carboni   | Bardiani CSF       | + 2' 09"           |                    |
| 8.                 | Ben O'Connor       | Dimension Data     | + 2' 15"           |                    |
| 9.                 | Nans Peters        | AG2R La Mondiale   | + 2' 23"           |                    |
| 10.                | Valentin Madouas   | Groupama-FDJ       | + 2' 36"           |                    |

| Holdkonkurrence | Holdkonkurrence             | Holdkonkurrence | Holdkonkurrence |
| Hold            | Hold                        | Tid             |                 |
| --------------- | --------------------------- | --------------- | --------------- |
| 1.              | Bora-hansgrohe              | 49t 00' 54"     |                 |
| 2.              | Mitchelton-Scott            | + 29"           |                 |
| 3.              | UAE Team Emirates           | + 36"           |                 |
| 4.              | Astana                      | + 47"           |                 |
| 5.              | Deceuninck-Quick Step       | + 1' 26"        |                 |
| 6.              | EF Education First          | + 2' 09"        |                 |
| 7.              | Bahrain-Merida              | + 2' 19"        |                 |
| 8.              | Movistar Team               | + 2' 52"        |                 |
| 9.              | AG2R La Mondiale            | + 3' 13"        |                 |
| 10.             | Androni Giocattoli-Sidermec | + 3' 52"        |                 |

| Holdkonkurrence | Holdkonkurrence             | Holdkonkurrence | Holdkonkurrence |
| Hold            | Hold                        | Tid             |                 |
| --------------- | --------------------------- | --------------- | --------------- |
| 1.              | Bora-hansgrohe              | 49t 00' 54"     |                 |
| 2.              | Mitchelton-Scott            | + 29"           |                 |
| 3.              | UAE Team Emirates           | + 36"           |                 |
| 4.              | Astana                      | + 47"           |                 |
| 5.              | Deceuninck-Quick Step       | + 1' 26"        |                 |
| 6.              | EF Education First          | + 2' 09"        |                 |
| 7.              | Bahrain-Merida              | + 2' 19"        |                 |
| 8.              | Movistar Team               | + 2' 52"        |                 |
| 9.              | AG2R La Mondiale            | + 3' 13"        |                 |
| 10.             | Androni Giocattoli-Sidermec | + 3' 52"        |                 |